# Second Coming (альбом The Stone Roses)
| Оценки критиков               | Оценки критиков |
| Источник                      | Оценка          |
| ----------------------------- | --------------- |
| AllMusic                      | [ 3 ]           |
| Encyclopedia of Popular Music | [ 4 ]           |
| Entertainment Weekly          | B−              |
| The Guardian                  | [ 6 ]           |
| Los Angeles Times             | [ 7 ]           |
| NME                           | 6/10            |
| Q                             | [ 9 ]           |
| The Rolling Stone Album Guide | [ 10 ]          |
| Select                        | 4/5             |
| Spin                          | 6/10            |

Second Coming (с англ. — «Второе пришествие») — второй и последний студийный альбом британской рок-группы The Stone Roses, выпущенный 5 декабря 1994 на лейбле Geffen Records в Британии и в начале 1995 года в США. Запись пластинки проходила в период с 1992 по 1994 года на студиях Forge Studios в Озуэстри (Шропшир) и Rockfield Studios близ города Монмут в Уэльсе. Альбом получил «платиновый» статус на родине музыкантов — с общим тиражом более 1 миллиона копий по всему миру. Он был посвящен Филиппу Холлу, публицисту группы, который умер от рака в 1993 году.

## Предыстория
В момент релиза на второй альбом The Stone Roses отрицательно сказалось огромное давление завышенных ожиданий публики, связанных с пятилетним перерывом между одноимённой дебютной пластинкой, а также с перерывом группы в концертной деятельности на четыре с половиной года. В британской прессе ходили слухи, что большие ожидания после сверхуспешного дебютника сковывали коллектив «неуверенностью в себе», что в частности отмечал музыкальный критик Роберт Хилбёрн из Los Angeles Times. Вдобавок The Stone Roses вернулись в уже изменившуюся музыкальную среду, им пришлось конкурировать с новым поколением брит-поп-групп. В итоге альбом достиг лишь 4-го места в хит-параде UK Album Chart.
На родине группы в поддержку пластинки были выпущены три сингла, «Love Spreads», «Ten Storey Love Song» и «Begging You».

## Отзывы критиков
Как в Великобритании, так и в США, Second Coming получил неоднозначные отзывы. Так, журнал Rolling Stone присудил пластинке две звезды из пяти, назвав её песни «немелодическими ретропсиходелическими грувами, раздутыми до шести с лишним минут». В свою очередь, обозреватель газеты Los Angeles Times был более позитивен, похвалив «воодушевлённую гитарную игру Джона Сквайра», и подытожив, что «хотя впечатление от альбома подрывается некоторыми мелодиями, которые кажутся не более чем фрагментами, выдающиеся музыканты предлагают проникновенную искренность, повествуя о поисках спасения и комфорта среди напряженности и неопределенности современной жизни».
Журнал Select поместил пластинку на 12-е место в списке «50 лучших альбомов 1995 года».

## Список композиций
Слова и музыка всех песен — Джон Сквайр, за исключением отмеченных.
| №   | Название                 | Автор(ы)                                    | Длительность |
| --- | ------------------------ | ------------------------------------------- | ------------ |
| 1.  | «Breaking into Heaven»   |                                             | 11:21        |
| 2.  | «Driving South»          |                                             | 5:09         |
| 3.  | «Ten Storey Love Song»   |                                             | 4:29         |
| 4.  | «Daybreak»               | Иан Браун, Гари Маунфилд, Сквайр, Алан Врен | 6:33         |
| 5.  | «Your Star Will Shine»   |                                             | 2:59         |
| 6.  | «Straight to the Man»    | Браун                                       | 3:15         |
| 7.  | «Begging You»            | Сквайр, Браун                               | 4:56         |
| 8.  | «Tightrope»              |                                             | 4:27         |
| 9.  | «Good Times»             |                                             | 5:40         |
| 10. | «Tears»                  |                                             | 6:50         |
| 11. | «How Do You Sleep»       |                                             | 4:59         |
| 12. | «Love Spreads»           |                                             | 5:46         |
| 90. | «The Foz» (скрытый трек) | Браун, Маунфилд, Сквайр, Врен               | 6:26         |

## Чарты
Альбом
| Год  | Чарт            | Высшая позиция |
| ---- | --------------- | -------------- |
| 1994 | UK Album Charts | 4              |

## Участниики записи
The Stone Roses
- Иан Браун — ведущий вокал, губная гармоника, запись звуков водопроводной воды для песни «Breaking into Heaven»
- Джон Сквайр — электро акустическая гитары, вокал в песне «Tightrope», бэк-вокал на треке «How Do You Sleep», запись звуков реактивного самолёта для песни «Begging You», оформление коллажа для обложки альбома
- Гари «Мани» Маунфилд — бас-гитара
- Алан «Рени» Врен[англ.] — ударные, бэк-вокал, vвокал в песне «Tightrope», запись звуков водопроводной воды для песни «Breaking into Heaven»

Технический персонал
- Саймон Доусон — клавишные, варган в песне «Straight to the Man», кастаньеты, электрическое пианино фирмы Wurlitzer[англ.] в песнях «Straight to the Man» и «Tears», фортепиано в песнях «How Do You Sleep» и «Love Spreads»; продюсирование, микширование песен 1, 2, 5, 6, 9, 12
- Пол Шредер — продюсирование песен 1, 2, 3, 6, 7, 9, 10, 11, звукоинженер в песнях 1, 2, 6, 9
- Джон Леки — частично отвечает за запись песен 3, 7, 11, запись вступления для песни «Breaking into Heaven»
- Марк Толле — предварительная запись песен 4, 8, 10
- Эл «Бонго» Шоу — предварительная запись песен 4, 8, 10
- Ник Брайан — ассистент звукоинженера; тамбурин в песне «Love Spreads»